# Ligist
Ligist – gmina targowa w Austrii, w kraju związkowym Styria, w powiecie Voitsberg. Liczy 3225 mieszkańców (1 stycznia 2015).